# Hipódromo de Monterrico
El Hipódromo de Monterrico, llamado también El Coloso de Surco, es una instalación deportiva ubicada en el distrito de Santiago de Surco, en la ciudad de Lima, capital del Perú. Es propiedad del Jockey Club del Perú, su construcción se inició en 1954. Fue inaugurado el 18 de diciembre de 1960 por el Presidente Manuel Prado Ugarteche. Tiene 2 pistas, la principal es de arena con 1800 metros de longitud y cuenta también con una pista interior de 1600 metros para carreras de césped.
En el Hipódromo de Monterrico se disputan las competencias hípicas, por lo general, todos los viernes, sábados y lunes.

## Historia
Los primeros planes para la construcción de un nuevo hipódromo, en la ciudad de Lima, datan de 1951; puesto que, el Hipódromo de San Felipe, ubicado en el distrito de Jesús María ya había sido rebasado en su capacidad. En 1952, se adquirieron los actuales terrenos, y en 1955, se inició su construcción, la que duró cinco años e importó un costo de 4 500 000 USD en esa época. El 15 de diciembre de 1960, se dio la primera reuníón del Jockey Club del Perú en el nuevo hipódromo y el domingo 18 de diciembre se inauguró la nueva pista acogiendo carreras de tarde y de noche. La primera carrera la ganó el caballo Weekend, mientras que, el primer clásico (quinta carrera de ese día) lo ganó el caballo Pensador.
Debido a la distancia del hipódromo con la zona urbana en los años 1960, se acondicionaron 5 buses que partían de distintos puntos de la ciudad (avenida Aviación con Unanue en La Victoria, la Plaza San Martín, la Plaza Grau, la esquina de la avenida Arenales y Javier Prado en San Isidro y el último desde la calle Schell en Miraflores). En los años 1980, junto a su pista principal se construyó una pista de césped y sus instalaciones se equiparon con un circuito cerrado de televisión y máquinas tragamonedas.
En la década de 1990, durante la gestión Municipal del Alcalde de Lima, Ricardo Belmont Cassinelli, el Hipódromo cedió la zona noroeste de su jurisdicción para la construcción del Intercambio Vial Sur. Un sistema de pasos a desnivel que consta de sendos puentes de la avenida Circunvalación y la carretera Panamericana Sur (Vía de Evitamiento) sobre la avenida Javier Prado. A cambio de ello, se construyó una vía rápida de acceso directo al Hipódromo desde la avenida Javier Prado.
En el año 1995, la administración alquila una parcela del club, donde se ubicaba la pista auxiliar de vareo y la maestranza, con frente a la avenida Javier Prado, donde se construyó el Jockey Plaza, pero que fue vendido en 2000, por decisión de los socios. En 1997, en el área interna de la pista principal, abrió sus puertas un parque de diversiones temático llamado Daytona Park, cerrado a fines del año 2001 debido a diversos motivos y a la baja afluencia del público. En ese mismo año, se inaugura el sistema de Simulcasting, que actualmente está en para por renovación del contrato. Es en ese mismo año, se renueva la infraestructura, cambiándose el totalizador electrónico de carreras y el partidor eléctrico, junto con un nuevo centro de cómputo para las apuestas.
Por sus instalaciones, han corrido los principales caballos del Perú (como el recordado Santorín) y los mejores jockeys peruanos. También acogió a grandes exponentes del hipismo de América Latina.

## Infraestructura
Actualmente, cuenta con una pista principal (donde se realizan las principales carreras), y una pista auxiliar (donde se realizan los entrenamientos). Posee estacionamientos, 1 tribuna para más de ocho mil personas, 1 tribuna para socios y una tribuna-pelousse al interior de la pista.

## Caballerizas
En la zona de caballerizas residen más de 1400 caballos, que cada día entrenan en la pista principal antes de las competencias que se desarrollan en el hipódromo. En esta área del recinto se encuentra la oficina de la Asociación de Propietarios de Caballos de Carrera del Perú, gremio que reúne a todos los studs propietarios de los purasangre que compiten en el hipódromo. Asimismo, se encuentra la oficina de la Asociación de Criadores de Caballos de Carreras del Perú, agrupación de todos los haras o criaderos en el Perú. Para facilitar el entrenamiento, el Jockey Club del Perú cuenta con una clínica veterinaria para la atención del caballo, así como una piscina de recuperación, un torno para los potrillos y una pista chica para el galope de los potrillos recién llegados al Hipódromo, todo ello a través de la Superintendencia de Caballerizas.

## Competencias importantes
El Hipódromo es sede de la Cuádruple Corona del Perú, conformada por las más importantes competencias para los productos de 3 años al momento de correrse las mismas. En la historia de la hípica en el país, solo dos equinos lograron ganar todas las competencias, el caballo Santorín en el año 1973 y el caballo Stash en 1993. Estas competencias son:
- Polla de Potrillos, sobre 1600 metros en la pista de arena. Se lleva a cabo el primer fin de semana de septiembre.
- Polla de Potrancas, sobre 1600 metros en la pista de arena. Se lleva a cabo el segundo fin de semana de septiembre.
- Clásico Ricardo Ortiz de Zevallos (segunda corona para los machos), sobre 2000 metros en la pista de arena. Se lleva a cabo el primer o segundo fin de semana de octubre
- Clásico Enrique Ayulo Pardo (segunda corona para las hembras), sobre 2000 metros en la pista de arena. Se lleva a cabo el primer fin de semana de septiembre.
- Derby Nacional, sobre 2400 metros en la pista de arena. Se lleva a cabo el primer fin de semana de noviembre.
- Gran Premio Nacional Augusto B. Leguía, sobre 2800 metros en la pista de césped. Se lleva a cabo el primer fin de semana de diciembre.

El Hipódromo de Monterrico fue sede de seis ediciones del Gran Premio Latinoamericano, en los años 1987, 1993, 1999, 2008, 2014 y 2024, todas ganadas por caballos peruanos, siendo invictos hasta el día de hoy.
Otras competencias o festivales importantes disputados en el recinto son:
- Clásico Independencia (Grupo II), sobre 2400 metros en la pista de arena. Para todo caballo, peso-por-edad de 3 años a más. Disputado el 29 de julio de cada año.
- Jockey Fest.
- Clásico Enrique Meiggs (Grupo II), sobre 2000 metros en la pista de arena. Para todo caballo, peso-por-edad de 3 años a más. Disputado durante el mes de enero de cada año.
- Clásico Ciudad de Lima (Grupo II), sobre 2000 metros en la pista de césped. Para todo caballo, peso-por-edad de 3 años a más. Disputado durante el mes de enero o febrero de cada año. Sirve como clasificación para el Gran Premio Latinoamericano.